# Grodzie (Litwa)
Grodzie (lit. Gruodžiai) – wieś na Litwie, w okręgu wileńskim, w rejonie wileńskim, w gminie Podbrzezie, przy drodze magistralnej A14.
Współcześnie miejscowość obejmuje także dawny zaścianek Pustowszczyzna.

## Historia
Pod zaborami wieś; w II Rzeczypospolitej wieś i zaścianek. W XIX i w początkach XX w. położone były w Rosji, w guberni wileńskiej, w powiecie wileńskim, w gminie Podbrzezie. Po I wojnie światowej pod administracją polską, w Zarządzie Cywilnym Ziem Wschodnich. W latach 1920–1922 w składzie Litwy Środkowej.
Od 11 kwietnia 1922 leżały w Polsce, w województwie wileńskim, w powiecie wileńsko-trockim, w gminie Podbrzezie. W 1931 miejscowości liczyły:
- wieś i zaścianek Grodzie – 161 mieszkańców, zamieszkałych w 29 budynkach,
- zaścianek Pustowszczyzna – 15 mieszkańców, zamieszkałych w 2 budynkach[4].

Po II wojnie światowej w granicach Związku Sowieckiego. Od 1991 na niepodległej Litwie.